# Agnara ferrarai
Agnara ferrarai är en kräftdjursart som beskrevs av Jeon och Kae Kyoung Kwon 1995. Agnara ferrarai ingår i släktet Agnara och familjen Agnaridae. Inga underarter finns listade i Catalogue of Life.